# Víctor Balaguer i Cirera
Víctor Balaguer i Cirera (pronúncia catalã: /ˈbiktor βəɫəˈɣe/) (Barcelona, 11 de dezembro de 1824 – Madri, 14 de janeiro de 1901) autodenominado O trovador de Montserrat, foi um político liberal, jornalista, escritor romântico, poeta, dramaturgo e historiador espanhol. Foi uma das figuras principais da Renaixença.

## Juventude e casamento
Víctor Balaguer foi filho único de Joaquim Balaguer, um médico de pensamentos liberais, que morreu em 1834, deixando-o órfão ainda criança e de Teresa Cirera. O relacionamento com sua mãe foi sempre muito difícil, pois ela queria que seu filho fosse médico ou advogado, porém suas ideias avançadas, herdadas do pai, e a sua vocação para a Literatura tornaram a boa convivência entre os dois cada vez mais difícil.

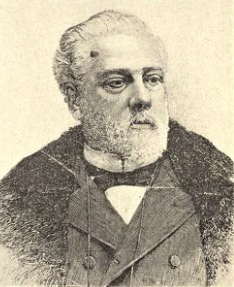
Víctor Balaguer em 1898.

Em 1838, com apenas 14 anos de idade, publicou seu primeiro drama histórico Pepín el Jorobado (Pepino, o Corcunda), e muitos outros vieram depois. Em 1843 obteve fama com Enrique el Dadivoso (Henrique, o Dadivoso). Então, inevitavelmente entrou em confronto com a sua mãe, que terminou por deserdá-lo e ele precisou escrever cada vez mais obras para poder se sustentar. Balaguer ingressou na Universidade de Barcelona, onde começou a estudar Direito e entrou em contato com a literatura de Voltaire, Rousseau, Dumas, Victor Hugo, Walter Scott, entre outros. Nesta época, começou a colaborar com o jornal El Hongo.
Em 1845, depois de uma acalorada discussão com sua mãe, mudou-se para Madri sem ter concluído os estudos universitários, a fim de levar uma vida por conta própria na capital. Começou a trabalhar para o escritor e editor Wenceslao Ayguals de Izco, que ofereceu-lhe trabalho como tradutor espanhol para escritores franceses da época, que foram publicados na coleção Museo de las Hermosas. Esta situação durou somente alguns meses, pois devido à incerteza econômica Balaguer logo retornou para Barcelona, onde continuou a trabalhar como tradutor e jornalista. De volta à cidade natal, em 1847, foi nomeado poeta oficial del Liceu. Mais tarde também seria o Teatro Principal, que lhe daria alguma popularidade localmente.
Em 1851 Balaguer se casou com Manuela Carbonell i Català no mosteiro de São Jerônimo de la Vall d'Hebron, comprado pelo pai da noiva. Um ano depois, fez uma série de palestras sobre a história da Catalunha encomendada pela Sociedade Filarmônica da Barcelona.

## Maturidade literária e política
Durante a década de 1850 Balaguer entrou em contato com o general Baldomero Espartero e com o general Juan Prim y Prats e se filiou ao Partido Progressista, aumentando gradativamente o seu peso e influência dentro do partido. Foi nesse período que começou a recuperar a memória histórica da antiga Coroa de Aragão.

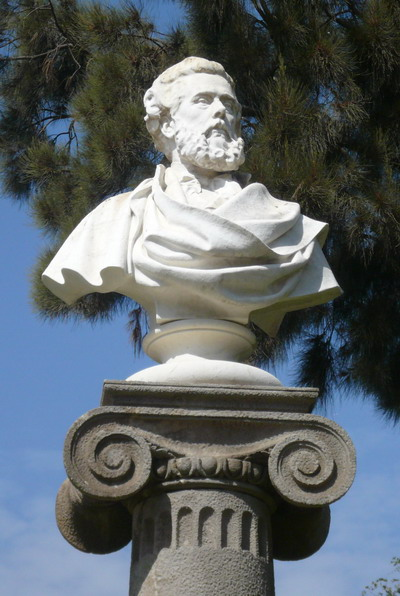
Busto de Víctor Balaguer no Parc de la Ciutadella de Barcelona.

Também nessa época começou a reivindicar a língua catalã como língua literária. Seu primeiro poema em catalão A la Verge de Montserrat (À Virgem de Montserrat) foi publicado em 1857. Aos poucos se tornou muito ativo no processo da Renaixença e da literatura catalã, promovendo a restauração dos Jogos Florais em maio de 1859, tornando-se membro do primeiro conselho. Deu também início a seus primeiros textos historiográficos. Após os Jogos foi para a Itália trabalhar como correspondente na Segunda Guerra de Independência Italiana. Entre 1860 e 1864 publicou em cinco volumes a "História da Catalunha e da Coroa de Aragão", que foi um êxito de vendas sem precedentes e no qual Balaguer criticava o modelo da monarquia federal e a tradição de pactos entre as pessoas e o rei.
Entre 1865 e 1867 Balaguer ficou exilado na Provença por ter participado da conspiração do general Juan Prim y Prats. Lá ele conheceu Frédéric Mistral em 1865 e pode participar do Felibritge, do qual foi nomeado vice-presidente. Balaguer foi membro da delegação catalã que entregou a Copa Santa aos escritores occitanos.
Em 1867 Balaguer retornou à Catalunha. Depois disso e durante todo o Sexênio Revolucionário se envolveu ativamente na política espanhola. Durante o reinado de Amadeu I da Espanha foi nomeado ministro do Exterior (1871) e de Obras Públicas (1872) durante a Primeira República Espanhola. Balaguer ocupou novamente o cargo de ministro do Exterior em 1886 durante o governo de Práxedes Mateo Sagasta.
Sua esposa morreu em 1881. Por não deixar descendentes, Víctor Balaguer entregou sua pequena fortuna para a construção em 1884 da Biblioteca Museu Víctor Balaguer em Vilanova i la Geltrú, um serviço público que doou à cidade em gratidão por ter sido escolhido membro do Parlamento por aquela localidade desde 1869. Seu legado foi colocado nesta instituição, que atualmente conserva a sua biblioteca de 22 000 livros e sua coleção de arte, na qual se destacam algumas peças egípcias, orientais e pré-colombianas, muito raras naquela época na Catalunha.
Foi membro da Real Academia Espanhola e da Real Academia da História.

## Obras
Imprensa
Maçom, liberal e de ideias românticas, colaborou em vários jornais liberais, como o El Constitucional, El Laurel, El Genio e La Lira. Em 1846 foi para Madri, onde conheceu as principais personalidades literárias e políticas da época. Fundou em Barcelona o jornal liberal La Corona de Aragón, onde declarou sua adesão fervorosa ao passado glorioso da Catalunha.
Teatro
Foi autor de peças teatrais românticas tanto em castelhano com em catalão:
Em castelhano: 
- Pepín el Jorobado o el hijo de Carlomagno (1838)
- Enrique el Dadivoso (1847)
- Juan de Padilla (1848)
- Vifredo el Velloso (1849)

Em catalão: 
- Los trobadors moderns (1859)
- Lo trobador de Montserrat (1861)
- Esperances i records (1866)
- Don Joan de Serrallonga (1868)
- Los Pirineus (1893), ópera com música de Felip Pedrell i Sabaté

Estudos e ensaios em catalão
- Bellezas de la historia de Cataluña: Lecciones pronunciadas en la Sociedad Filármónica (1853)
- Historia de Cataluña y de la Corona de Aragón (1860-1863)
- Las calles de Barcelona (1865)
- Historia política y literaria de los trobadores (1878-1879)
- Instituciones y reyes de Aragón (1896)
- La libertad constitucional (1857)
- Memorias de un constituyente (1868)
- El Regionalismo y los Juegos Florales (1897)

História
Neste campo não fez descobertas documentais nem foi muito crítico em sua pesquisa histórica, e muitas vezes acrescentou lendas em seu trabalho. Na verdade, ele escreveu fortemente influenciado por suas ideias românticas e liberais, por isso ele foi criticado por seus inimigos e concorrentes, atacando assim a sua popularidade. Esta falta de rigor era bem comum entre os historiadores do período, influenciado por um romantismo nacionalista que buscava mitificar o próprio passado. Consciente de suas deficiências como pesquisador, Víctor Balaguer sempre admitiu ser apenas um divulgador que sentia amor pela história local da sociedade catalã.
Seus primeiros textos estritamente historiográficos foram escritos em 1852 para participar de uma conferência que tratou das "belezas" da história catalã. A principal obra neste campo foi a famosa "História da Catalunha e da Coroa de Aragão", publicada entre 1860 e 1864. Muito mais tarde, o sucesso do livro exigiu uma segunda edição em 1885 em uma "História da Catalunha".